# James MacArthur
James Gordon MacArthur (Los Angeles, 8 dicembre 1937 – Jacksonville, 28 ottobre 2010) è stato un attore statunitense.
Attivo prevalentemente come caratterista in radio e televisione, fu interprete di alcuni b-movie, ma anche di notevoli film drammatici, di guerra e western.
È conosciuto principalmente per il ruolo di Dan "Danno" Williams, personaggio di fiction della Hawaiian State Police squad nella serie televisiva Hawaii Squadra Cinque Zero, personaggio che gli garantì notorietà internazionale.

## Biografia
Figlio adottivo dello scrittore e sceneggiatore Charles MacArthur e dell'attrice Helen Hayes, crebbe a Nyack con la figlia dei MacArthur, Mary, anch'essa attrice. Studiò alla Allen-Stevenson School di New York e successivamente alla Solebury School di New Hope (Pennsylvania), dove ancor giovane praticò il basket, il football americano ed il baseball.
Studente modello e iperattivo, nell'ultimo anno alla Solebury School giocò come guardia nella squadra di football, facendo contestualmente il capitano in quella di basket. Rappresentante di classe e del locale Drama Club, riscrisse le regole della scuola e collaborò al giornale scolastico, The Scribe; recitò come Scrooge in una rappresentazione di A Christmas Carol. Fidanzatosi con la compagna Joyce Bulifant, la sposò nel novembre 1958 (i due divorziarono nove anni dopo).
MacArthur mostrò ben presto un talento di attore. Pupillo di Lillian Gish, che era sua madrina, ebbe come amici di famiglia personaggi illustri dello spettacolo e dell'arte come Ben Hecht, Harpo Marx, Robert Benchley, Beatrice Lillie, John Barrymore e John Steinbeck.

### Carriera
Nel 1948, quando era appena undicenne, ebbe il suo primo ruolo per la radio nella trasmissione Theatre Guild of the Air, un programma di un'ora che trasmetteva brevi lavori teatrali davanti ad un pubblico presente in studio composto da circa ottocento persone. La madre adottiva di MacArthur, Helen Hayes, ricoprì anch'essa una parte in una di queste commedie, che prevedevano ruoli anche per giovanissimi interpreti. Richiesto se avesse avuto piacere di recitare, il futuro attore accettò senza esitazioni.
Il debutto vero e proprio in un teatro di prosa avvenne nel 1949 a Olney (Maryland), in The Corn is Green, che ebbe due settimane di repliche. Sua sorella Mary lavorava anch'essa nella medesima commedia e fu lei stessa a volere il fratello adottivo al suo fianco sul palcoscenico. L'estate successiva, MacArthur replicò il ruolo a Dennis (Massachusetts), e quell'interpretazione costituì l'avvio della sua carriera teatrale. Nel 1954 fu John Day in Life With Father (il soggetto teatrale da cui venne tratto il film Vita col padre) con Howard Lindsay e Dorothy Stickney.
MacArthur non si limitava a recitare, ma era attivo in altre mansioni interne al mondo dello spettacolo in chiave teatrale: si cimentò come pittore delle scenografie, elettricista, direttore delle luci e persino responsabile del parcheggio. Durante un festival intitolato alla madre (l'Helen Hayes Festival), alla Falmouth Playhouse di Cape Cod, gli furono affidate piccole parti. Tutte queste circostanze gli consentirono di stare sempre a stretto contatto con star del teatro e del cinema degli anni cinquanta come Barbara Bel Geddes e Gloria Vanderbilt.
All'età di diciotto anni impersonò Hal Ditmar nella commedia televisiva Deal a Blow, diretta da John Frankenheimer e con Macdonald Carey, Phyllis Thaxter ed Edward Arnold. In scena con quegli attori veterani, MacArthur non sfigurò mettendo anzi in evidenza doti recitative che lo posero all'attenzione della critica. Nel 1957, Frankenheimer diresse la versione cinematografica di questa commedia, intitolata Colpevole innocente, ancora con MacArthur nel ruolo principale. Una volta di più la sua interpretazione fu particolarmente apprezzata dalla critica, tanto da fargli ottenere una candidatura come migliore nuova promessa ai premi BAFTA del 1958.

### Film con Disney
Nel 1958 MacArthur interpretò per la Disney i film Johnny, l'indiano bianco e La sfida del terzo uomo. Deciso a fare l'attore a tempo pieno, quell'estate smise di frequentare l'Università di Harvard, dove si era iscritto per studiare storia. Ancora per la Disney interpretò quindi nel 1960 altri due film: Il ragazzo rapito e Robinson nell'isola dei corsari, considerati tuttora come dei classici e ancora molto popolari.
Nel febbraio 2003 il romanzo di Conrad Richter da cui fu tratto il film Johnny, l'indiano bianco fu uno dei libri selezionati dal progetto dell'Ohio One Book, Two Counties. A questa manifestazione MacArthur intervenne raccontando di come il testo letterario fu utilizzato in chiave cinematografica e di quale fu il senso della sua esperienza di attore in quella precisa circostanza. Quando Robinson nell'isola dei corsari venne distribuito in formato DVD, l'attore fornì un commento di sottofondo a del materiale bonus incluso nella distribuzione.

### Teatro, cinema, televisione
Solo dopo aver approfondito gli studi di recitazione, MacArthur poté debuttare a Broadway, nel 1960, recitando a fianco di Jane Fonda in Invitation to a March, e fu un'interpretazione che gli valse un Theater World Award. Non tornò più a recitare a Broadway, tuttavia rimase attivo in teatro in diverse produzioni come Under the Yum Yum Tree, The Moon Is Blue, John Loves Mary (con l'allora sua consorte Joyce Bulifant), Barefoot in the Park (da cui venne tratto nel 1967 il film A piedi nudi nel parco) e Murder at the Howard Johnson's. Contestualmente partecipò a diversi film di cassetta come La pelle che scotta (1962), Quella nostra estate (1963), Grido di battaglia (1963) e Crociera imprevista (1965), inclusi successi minori come The Love-Ins (1967) e The Angry Breed (1968).
Sul set di The Angry Breed, nel 1968, MacArthur incontrò Melody Patterson, che divenne la sua seconda moglie. I due si sposarono nell'isola hawaiana di Kauai nel luglio 1970, ma divorziarono nel 1975. Alternando ruoli per il teatro a ruoli per il cinema, MacArthur fu spesso guest star in serie televisive e radiofoniche come Studio One, General Electric Theater, Bus Stop, Bonanza, Gunsmoke, Carovane verso il West, Undicesima ora, La grande avventura, L'ora di Hitchcock, Combat!, Il virginiano, Twelve O'Clock High. In compagnia della madre Helen Hayes, nel 1968 apparve nell'episodio The Pride of the Lioness della serie Tarzan. Apparve anche nella serie Gli intoccabili, nell'episodio Death For Sale.
Sebbene non tutte le sue interpretazioni cinematografiche siano state di primo piano (e in alcuni casi anche molto contenute in termini di visibilità sulle schermo), esse sono sempre risultate funzionali al plot narrativo. È il caso, ad esempio, del film di guerra La battaglia dei giganti (1965), in cui MacArthur interpretò il ruolo di un giovane ed inesperto tenente che sfugge al massacro di Malmédy. Il breve ma memorabile ruolo di predicatore ricoperto nel film con Clint Eastwood Impiccalo più in alto (1968) lo destinò probabilmente a interpretare il personaggio di Dan Williams in Hawaii Five-0.

### Hawaii Five-0
Nel 1967 Leonard Freeman, il produttore di Impiccalo più in alto, realizzò il pilot per una nuova serie televisiva poliziesca, Hawaii Five-0. Prima di essere trasmessa, la puntata pilota fu sottoposta ad alcuni test per verificarne la possibile audience: solo il ruolo di Dan Williams non risultava perfettamente centrato. Freeman si ricordò di MacArthur e della sua interpretazione del predicatore in Impiccalo più in alto e lo invitò sul set per un provino: al termine della scena di prova, girata praticamente in presa diretta e senza alcuna interruzione, il ruolo di Dan Williams era già di MacArthur.
Hawaii Squadra Cinque Zero è stata una delle serie televisive di maggiore successo ed è stata anche fra le più longeve, con dodici anni di programmazione, durante i quali MacArthur fu sempre impegnato nel suo ruolo fisso. Lasciato il serial al termine dell'undicesima stagione, l'attore tornò a recitare in teatro in The Lunch Hour con Cybill Shepherd.
Nel 1984 interpretò a Chicago A Bedfull of Foreigners, replicato l'anno seguente in Michigan, cui seguì The Hasty Heart. Dopo un anno di lontananza dal mondo dello spettacolo, nel 1987 MacArthur tornò sul palcoscenico in The Foreigner, e poi ancora nel ruolo di Mortimer nella tournée nazionale di Arsenico e vecchi merletti con Jean Stapleton, Marion Ross e Larry Storch. Nel 1989 seguì un'altra serie di repliche di The Foreigner e Love Letters; poi ancora, nel 1990 e 1991, A Bedfull of Foreigners, messo in scena a Las Vegas.
La popolarità acquisita in Hawaii Five-0 consentì a MacArthur di essere chiamato ancora come guest star in La signora in giallo, Love Boat, Fantasilandia e Vega$, oltre che in miniserie televisive come Alcatraz: The Whole Shocking Story e The Night the Bridge Fell Down. Nel 1998 interpretò il film TV Stormchasers: Revenge of the Twister, al fianco di Kelly McGillis.

### Altre attività e ultimi anni
Durante la sua carriera MacArthur si dedicò ad altri interessi oltre la recitazione. Fra il 1959 e il 1960 curò a Beverly Hills un servizio di assistenza telefonica assieme ai colleghi attori James Franciscus ed Alan Ladd, Jr.. Nel giugno 1972 diresse l'Honolulu Community Theatre in una produzione di suo padre,  The Front Page; per un certo periodo negli anni novanta fu proprietario della pubblicazione Senior World, nella quale apparvero sue occasionali interviste a celebrità. Nel 2000 fu premiato per la sua attività di attore a Palm Springs e da allora trascorse il suo tempo con la terza moglie, H. B. Duntz, i quattro figli e i sei nipoti. Continuò a partecipare a convention, spettacoli di beneficenza ed eventi sportivi con celebrità. Giocatore di golf, vinse nel 2002 il Frank Sinatra Invitational Charity Golf Tournament, intitolato a Frank Sinatra.

MacArthur non abbandonò completamente il mondo dello spettacolo, apparendo in interviste trasmesse in televisione e alla radio. Fu invitato in Entertainment Tonight, Christopher's Closeup, Brief Lives, della BBC, in cui ricordò Kam Fong, collega in Hawaii Five-0. Nell'aprile 2003 lavorò a Honolulu per interpretare il cameo di un sacerdote accusato di molestie nella commedia teatrale Dirty Laundry del giornalista televisivo Joe Moore. Molti dei suoi film sono stati ripubblicati in DVD, i cui bonus informativi concernenti la sua attività e quella della madre attrice, gli consentirono di acquisire nuovi estimatori, tanto da far parlare di un possibile ritorno in versione cinematografica della serie tv Hawaii Five-0, sebbene MacArthur - negli ultimi anni impegnato a seguire un progetto concernente uno spettacolo per one-man show basato sulla sua vita e sulla sua carriera - avesse dichiarato:

## Filmografia

### Cinema
- Colpevole innocente (The Young Stranger), regia di John Frankenheimer (1957)
- Johnny, l'indiano bianco (The Light in the Forest), regia di Herschel Daugherty (1958)
- La sfida del terzo uomo (Third Man on the Mountain), regia di Ken Annakin (1959)
- Il ragazzo rapito (Kidnapped), regia di Robert Stevenson (1960)
- Robinson nell'isola dei corsari (Swiss Family Robinson), regia di Ken Annakin (1960)
- La pelle che scotta (The Interns), regia di David Swift (1962)
- Quella nostra estate (Spencer's Mountain), regia di Delmer Daves (1963)
- Grido di battaglia (Cry of Battle), regia di Irving Lerner (1963)
- Crociera imprevista (The Truth About Spring), regia di Richard Thorpe (1965)
- Stato d'allarme (The Bedford Incident), regia di James B. Harris (1965)
- La battaglia dei giganti (Battle of the Bulge), regia di Ken Annakin (1965)
- El Tigre (Ride Beyond Vengeance), regia di Bernard McEveety (1966)
- The Love-Ins, regia di Arthur Dreifuss (1967)
- The Angry Breed, regia di David Commons (1968)
- Impiccalo più in alto (Hang 'Em High), regia di Ted Post (1968)

### Televisione
- Climax! – serie TV, episodio 1x38 (1955)
- General Electric Theater – serie TV, episodio 6x32 (1958)
- Westinghouse Desilu Playhouse – serie TV, episodio 1x17 (1959)
- Bus Stop – serie TV, episodio 1x12 (1961)
- The Dick Powell Show – serie TV, episodio 2x11 (1962)
- La legge di Burke (Burke's Law) – serie TV, episodio 1x10 (1963)
- Sotto accusa (Arrest and Trial) – serie TV, episodio 1x04 (1963)
- La grande avventura (The Great Adventure) – serie TV, episodi 1x01-1x15 (1963-1964)
- L'ora di Hitchcock (The Alfred Hitchcock Hour) – serie TV, episodio 2x22 (1964)
- Il virginiano (The Virginian) – serie TV, episodio 4x07 (1965)
- Bonanza – serie TV, episodio 9x12 (1967)
- Tarzan – serie TV, episodio 2x10 (1967)
- Hondo – serie TV, episodio 1x08 (1967)
- Hawaii Squadra Cinque Zero (Hawaii Five-O) – serie TV, 259 episodi (1968-1979)
- Fantasilandia (Fantasy Island) – serie TV, episodio 1x09 (1978)
- La lunga notte (The Night the Bridge Fell Down), regia di Georg Fenady – miniserie TV (1979)
- La signora in giallo (Murder, She Wrote) – serie TV, episodio 1x03 (1984)
- Hawaii Five-0, regia di Bradford May – film TV (1997)
- Storm Chasers: Revenge of the Twister, regia di Mark Sobel – film TV (1998)

## Doppiatori italiani
- Massimo Turci in Johnny l'indiano bianco; La sfida del terzo uomo; Quella nostra estate; Stato d'allarme; La battaglia dei giganti; Impiccalo più in alto
- Cesare Barbetti in Robinson nell'isola dei corsari
- Fabrizio Manfredi in Il ragazzo rapito
- Francesco Bulckaen in Hawaii Squadra Cinque Zero

## Riconoscimenti
MacArthur ottenne diverse candidature a premi televisivi e cinematografici:
- 1958: candidatura ai BAFTA per Colpevole innocente
- 1963: secondo posto ai Laurel Awards
- 2003: premiato all'Hawaii Internation Film Festival
- 2006 candidatura ai TV Land Awards per Hawaii Five-0